# Pic de Ramsay
Dendrocopos ramsayi
Espèce
Statut de conservation UICN

 VU A2c+3c+4c;B1ab(i,ii,iii,iv,v);C2a(i) : Vulnérable
Le Pic de Ramsay (Yungipicus ramsayi) est une espèce d'oiseaux de la famille des Picidae.

## Répartition
Cet oiseau peuple l'archipel de Sulu.